# Spektrofotometr Dobsona

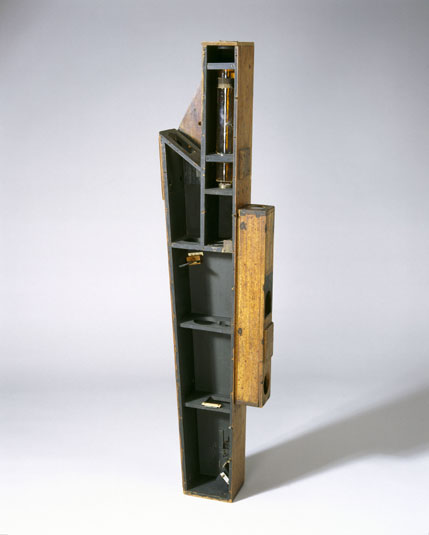
Oryginalny spektrometr Dobsona

Spektrometr Dobsona – najwcześniejszy instrument do pomiaru ilości ozonu w atmosferze. Został wynaleziony w 1924 roku przez Gordona Dobsona.
Spektrometr Dobsona można użyć do pomiarów kolumnowych ozonu w atmosferze oraz do pomiarów rozkładu ozonu z wysokością.  Całkowita ilość ozonu w kolumnie opiera się na pomiarze intensywności dwóch wybranych długości fal w ultrafiolecie (UV). W długości fali 305 nm następuje silne pochłanianie przez ozon, podczas gdy w 325 nm pochłanianie jest słabe. Jako źródła światła można użyć dochodzące promieniowanie słoneczne, światło pochodzące od Księżyca, a nawet od gwiazd.
Pionowy rozkład ozonu w atmosferze jest dokonywany za pomocą zjawiska umkehr (odwrócenia). Metoda ta opiera się na świetle rozproszonym w ultrafiolecie. Pomiary rozkładu ozonu dokonuje się mierząc zmiany różnic stosunku intensywności promieniowania o dwóch długościach fal podczas zachodu Słońca. Pomiary efektu umkher trwają około 3 godzin i dostarczają danych do wysokości około 48 kilometrów. Najdokładniejsze wyniki pomiaru uzyskuje się dla wysokości ponad 30 km. Metoda Dobsona wykazuje błędy systematyczne i silnie zależy od fluktuacji zanieczyszczeń w atmosferze w trakcie pomiaru.
Wyprodukowano około 120 instrumentów Dobsona, większość z nich przez firmę R&J Beck w Londynie. Za pomocą instrumentów o numerach 37 i 51 Joe Farman z British Antarctic Survey odkrył w 1984 roku dziurę ozonową. Najstarszym instrumentem, który jest nadal używany, jest spektrometr Dobsona numer 8, znajdujący się na dachu Norweskiego Instytutu Polarnego w Ny-Ålesund (prowincja Svalbard).
W Polsce pomiary całkowitego ozonu wykonywane są za pomocą instrumentu Dobsona od marca 1963 w Obserwatorium Instytutu Geofizyki PAN w Belsku. Natomiast pomiary promieniowania ultrafioletowego UV-B dokonywane są za pomocą instrumentu Robertsona-Bergera (od 1976 do 1992) i spektrofotometru Brewera (od 1993) oraz UVB-Biometer 501A (Solar Light) od roku 1991.